# La febbre dell'uranio
La febbre dell'uranio (Canyon Crossroads) è un film del 1955 diretto da Alfred L. Werker.
È un western statunitense, ambientato negli anni 1950,  con Richard Basehart e Phyllis Kirk, che segue le peripezie di alcuni cercatori di uranio in Colorado.

## Produzione
Il film, diretto da Alfred L. Werker su una sceneggiatura e un soggetto di Laurence Heath e Emmett Murphy, fu prodotto da William Joyce per la Bel-Air Productions (accreditata come M.P.T. Productions) e girato a Moab, Utah (tra le location: Seven Mile Canyon e Professor Valley) nel 1954.

## Distribuzione
Il film fu distribuito con il titolo Canyon Crossroads negli Stati Uniti nel febbraio del 1955 al cinema dalla United Artists.
Altre distribuzioni:
- in Finlandia il 6 gennaio 1956 (Uraanikuume)
- in Svezia il 30 luglio 1956 (Dödens dal)
- in Giappone il 19 dicembre 1956
- in Spagna (Canyon Crossroads)
- in Finlandia (Uraanikuume)
- in Italia (La febbre dell'uranio)
- in Jugoslavia (U gudurama Kolorada)